# Orkney Hood

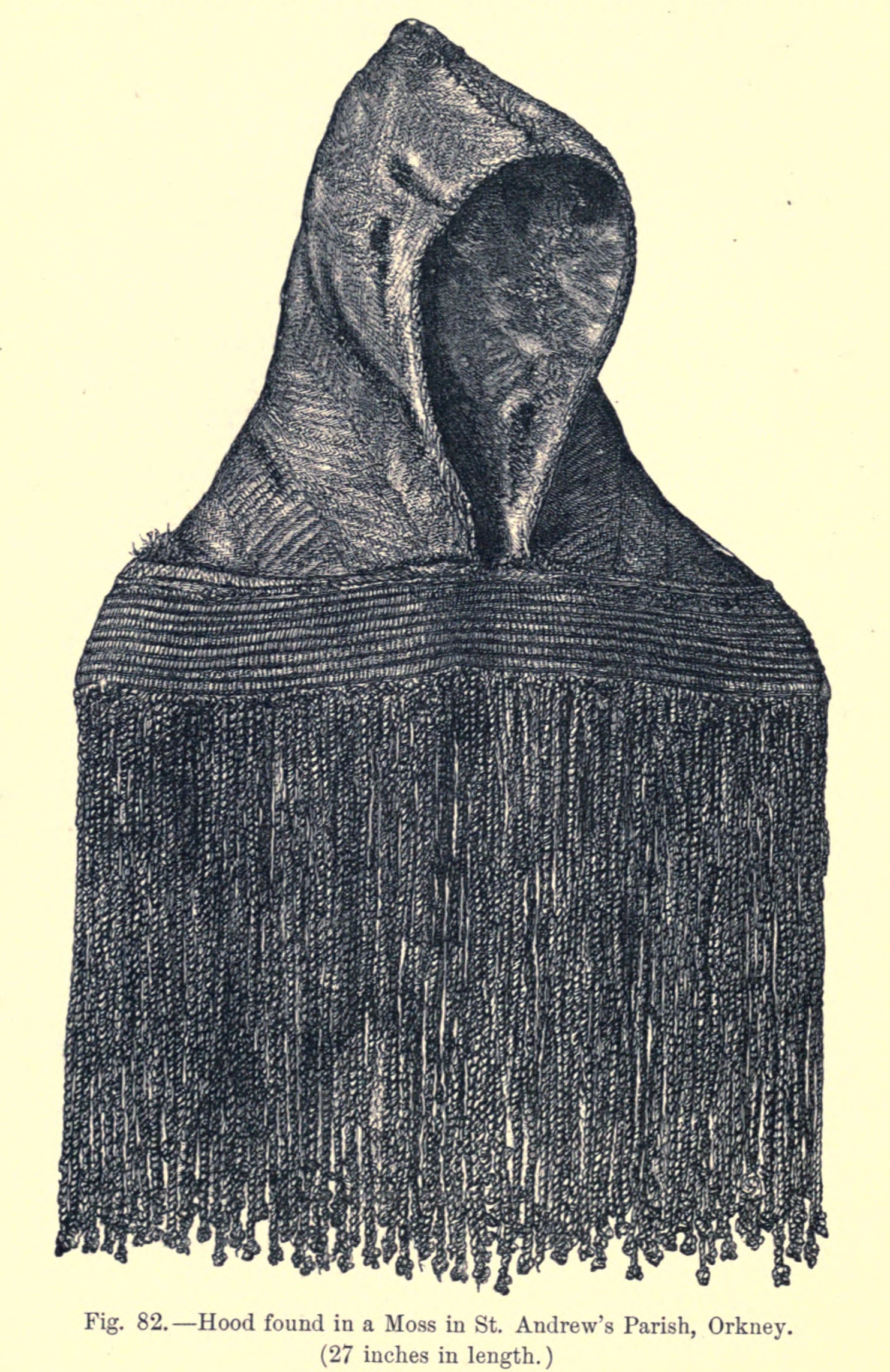
Hood Orkney – nach Anderson 1883

Die Orkney Hood (deutsch Orkney-Haube) ist eine der Gugel ähnliche Haube aus ungefärbter brauner Wolle, die in die späte Eisenzeit oder das Frühmittelalter datiert wird.

## Fundumstände
Die Haube wurde vor 1867 in der Nähe der Groatsetter Farm südwestlich der Halbinsel Tankerness im Kirchspiel St. Andrews auf der Orkneyinsel Mainland gefunden. Sie ist einzigartig unter den archäologischen Funden von der Orkney in Schottland, weil organische Materialien (Holz, Leder oder Stoff) sich normalerweise nicht im Erdboden erhalten. Dank der anaeroben Bedingungen in einem Torfmoor, in dem die Haube vermutlich absichtlich versenkt oder verloren wurde, hat sie sich sehr gut erhalten.
Die Haube wurde, grob repariert, im schottischen Nationalmuseum in Edinburgh ausgestellt. Audrey Henshall hielt sie für wikingerzeitlich oder älter. Eine Analyse durch Michael L. Ryder zeigte, dass die Wolle recht fein war und kaum grobe Deckhaare enthielt, weil die Schafe vielleicht gerupft worden waren. 1981 wurde das Kleidungsstück im Vorfeld der Konservierung wissenschaftlich untersucht.

## Beschreibung
Die Haube misst 49,4 × 95,3 cm, der Rand mit den Fransen ist etwa 20 cm breit. Sie besteht aus drei getrennt gewebten Teilen: der Haube selbst, einem Band, das an das untere Ende angenäht war, und einem weiteren Band mit Fransensaum. Das Gewebe des Hauptteils wurde aus Z-gesponnenem Garn auf einem Gewichtswebstuhl in 2/2 Fischgrätköper gewoben. Die Fadenstärke ist sehr unterschiedlich, und beim Aufbäumen des Webstuhls wurden offensichtlich Fehler gemacht. Eine Webkante ist nicht erhalten. Für die Ränder wurden Brettchen mit zwei- und vier Löchern verwendet. Da die Drehrichtung der Brettchen ungewöhnlicherweise nicht umgekehrt wurde, sind die sorgfältig angenähten Bänder stark verdreht. Die Haube hat zwei alte Risse. Fünf geknotete Lederbänder sind durch Löcher am Rand der Haube geführt, weitere drei Löcher verweisen auf fehlende Bänder. Sie waren nicht sichtbar, wenn die Haube getragen wurde, ihr Zweck ist unklar. Henshall verweist auf die große Ähnlichkeit zu einem irischen brettchengewebten Band, das 1893 zwischen Moyarget und Ballintoy gefunden wurde und sich heute im irischen Nationalmuseum in Dublin befindet.

## Datierung und kulturelle Zuschreibung
Eine Radiokarbon-Datierung im Beschleuniger der Universität Oxford ergab ein Datum von 1595±80 BP, was nach Kalibrierung eine Herstellung der Haube zwischen 250 und 615 n. Chr. wahrscheinlich macht (2σ-Bereich). Gabra Sanders führt als nächste Parallele eine Haube aus Schaffell aus Kogens Mølle Mosse in Dänemark an, die auf 80 v. Chr. datiert wird.
Die Haube soll für ein Kind (oder eine kleine Frau) umgearbeitet worden sein, das fransenverzierte Brettchengewebe an der Basis stammt ursprünglich von einem Kleidungsstück eines Erwachsenen. Die Qualität weist nach Jacqui Wood, die ein Replikat der Haube anfertigte, auf einen Träger von hohem Status. Kontinentale Kleidungsstücke dieser Art wurden von Männern, vor allem von Klerikern getragen.